# 卡頓斯維爾
卡頓斯維爾（Catonsville）是位於美國马里兰州巴尔的摩县的一個普查規定居民點，人口約4萬。马里兰大学巴尔的摩县分校位於此地，巴爾的摩在其東部。

## 歷史
此地原住民是皮斯卡塔韦人，他們在殖民地時代因戰爭和瘟疫而逐漸消失。1700年代早期，殖民者開始移居此地，1720年代在此建立了“玉米餅鎮”（Johnnycake Town）。它得名於此地銷售的玉米餅。後來此鎮消失，但一些道路還保留至今。

## 外部連接
- 中的“卡頓斯維爾”